# Erica longiaristata
Erica longiaristata är en ljungväxtart som beskrevs av George Bentham. Erica longiaristata ingår i släktet klockljungssläktet, och familjen ljungväxter. Inga underarter finns listade i Catalogue of Life.